# Gotthold Hasenhüttl
Pour les articles homonymes, voir Hasenhüttl.
 (mai 2024).
La mise en forme du texte ne suit pas les recommandations de Wikipédia : il faut le « wikifier ».
Les points d'amélioration suivants sont les cas les plus fréquents. Le détail des points à revoir est peut-être précisé sur la page de discussion.
- Les titres sont pré-formatés par le logiciel. Ils ne sont ni en capitales, ni en gras.
- Le texte ne doit pas être écrit en capitales (les noms de famille non plus), ni en gras, ni en italique, ni en « petit »…
- Le gras n'est utilisé que pour surligner le titre de l'article dans l'introduction, une seule fois.
- L'italique est rarement utilisé : mots en langue étrangère, titres d'œuvres, noms de bateaux, etc.
- Les citations ne sont pas en italique mais en corps de texte normal. Elles sont entourées par des guillemets français : « et ».
- Les listes à puces sont à éviter, des paragraphes rédigés étant largement préférés. Les tableaux sont à réserver à la présentation de données structurées (résultats, etc.).
- Les appels de note de bas de page (petits chiffres en exposant, introduits par l'outil «  Source ») sont à placer entre la fin de phrase et le point final[comme ça].
- Les liens internes (vers d'autres articles de Wikipédia) sont à choisir avec parcimonie. Créez des liens vers des articles approfondissant le sujet. Les termes génériques sans rapport avec le sujet sont à éviter, ainsi que les répétitions de liens vers un même terme.
- Les liens externes sont à placer uniquement dans une section « Liens externes », à la fin de l'article. Ces liens sont à choisir avec parcimonie suivant les règles définies. Si un lien sert de source à l'article, son insertion dans le texte est à faire par les notes de bas de page.
- La présentation des références doit suivre les conventions bibliographiques. Il est recommandé d'utiliser les modèles {{Ouvrage}}, {{Chapitre}}, {{Article}}, {{Lien web}} et/ou {{Bibliographie}}. Le mode d'édition visuel peut mettre en forme automatiquement les références.
- Insérer une infobox (cadre d'informations à droite) n'est pas obligatoire pour parachever la mise en page.

Pour une aide détaillée, merci de consulter Aide:Wikification.
Si vous pensez que ces points ont été résolus, vous pouvez retirer ce bandeau et améliorer la mise en forme d'un autre article.
Gotthold Nathan Ambrose Hasenhüttl (né le 2 décembre 1933 à Graz) est un prêtre autrichien et théologien critique de l’Église exerçant en Allemagne et suspendu par l'Église catholique romaine.
Gotthold Hasenhüttl est professeur de théologie systématique de 1974 à 2002 à l'université de la Sarre. Armé de fortes convictions œcuméniques, il s'engage  pour l'intercommunion entre chrétiens issus de différentes confessions et pour l'abolition du célibat des prêtres catholiques. Cela et ses critiques de l’Église catholique ("une institution rigide aux orientations fondamentalistes") lui vaut un conflit sérieux avec la hiérarchie catholique. Il est suspendu en 2003 en tant que prêtre, pour avoir administré la communion catholique à une assemblée comportant des protestants, et, en 2006, sa canonica missio (licence d'enseignement) lui est retirée. Gotthold Hasenhüttl est formellement sorti de l’Église catholique romaine en 2010.

## Biographie
Après avoir fréquenté une école primaire et un lycée de sa ville natale de Graz, Gotthold Hasenhüttl a étudié la philosophie et la théologie catholique, d'abord à l'université de Graz, puis à partir de 1953 à Rome à l'Université pontificale grégorienne, dont il obtient en 1956 une maîtrise de philosophie et en 1960 une maîtrise de théologie. En 1959, il est ordonné prêtre à Rome. En 1962, il obtient son doctorat en théologie, avec une thèse portant sur "l'accomplissement de la foi, une rencontre avec R. Bultmann du point de vue de la compréhension catholique de la foi" (Der Glaubensvollzug. Eine Begegnung mit R. Bultmann aus katholischem Glaubensverständnis).
Après ses études, il est pendant deux ans chapelain à Sankt Lorenzen im Mürztal en Styrie avant d'entrer comme maître-assistant à l'université de Tübingen en 1964. Il est alors assistant de recherche auprès du professeur Hans Küng à l'Institut de recherche œcuménique (Institut für Ökumenische Forschung) fondé par ce dernier en 1963. Hans Küng et Joseph Ratzinger - le futur Benoît XVI - sont alors (de 1966 à 1969) les titulaires des deux chaires de dogmatique catholique romaine de la Faculté de théologie de l'université de Tübingen  En 1969, il obtient le grade de professeur et commence à enseigner. En 1972, il obtient un doctorat de philosophie avec une thèse sur l'idée de Dieu dans Sartre[Quoi ?].
De 1974 jusqu'à sa retraite en 2002, il enseigne la théologie systématique à la Faculté de Université de la Sarre. En 1989, il devient président de la Société internationale Saint-Paul (Internationale Paulusgesellschaft). Depuis 1993, il est un membre régulier de l'Académie européenne des sciences et des arts.
Il assume en outre les responsabilités administratives suivantes au sein des universités :
- 1972-1973 : vice-doyen de la faculté de théologie catholique de l'université de Tübingen
- 1973-1974 : doyen de la faculté de théologie catholique de l'université de Tübingen
- 1977-1979 : administrateur (senator) de l'université de la Sarre
- 1977-1981 et à nouveau en 1994-1996 : vice-doyen de la faculté de philosophie de l'université de la Sarre et président du domaine d'enseignement des sciences historiques et fondamentales (Vorsitzender des Fachbereichs Grundlagen- und Geschichtswissenschaften der Universität des Saarlandes)

Lors de l'Assemblée de l'Église œcuménique à Berlin en 2003, il a célébré une messe selon le rite catholique dans l'église protestante de Gethsémané et a explicitement invité toutes les personnes présentes à participer à l'eucharistie sans autorisation de l'évêque ordinaire du lieu. En conséquence, l'évêque de Trèves Reinhard Marx l'a frappé d'une suspense le 17 juillet 2003, le privant donc de ses droits d'exercer la prêtrise. En 2006, sa licence d'enseignement ou Missio canonica lui est retirée (mais il est alors déjà à la retraite).
En 2010, après des années de relations houleuses avec la hiérarchie catholique en raison de ses positions sur l’Église, il quitte l'Église catholique en tant qu'institution mais il souligne en même temps son  appartenance à la communauté de foi de l’Église catholique et son souhait d'y revenir si les conditions sont réunies.

## Positions théologiques et éthiques

### Théologie
Gotthold Hasenhüttl écrit en 1979 dans son livre "dogmatique critique" (Kritische Dogmatik) que la foi ne doit jamais revendiquer d'être une vérité éternelle objective. En 2001, il a publié le livre "La foi sans mythe" (Glauben ohne Mythos), dans lequel il affirme que Dieu se révèle au travers de l'amour de l'homme envers d'autres hommes. Il est ainsi secondaire de savoir si Jésus de Nazareth a vécu, et l'eucharistie serait alors un symbole réel de Jésus-Christ, semblable à une "image divine".
Hasenhüttl comprend Dieu comme un événement d'amour dans le contexte interpersonnel, et appelle à un changement de paradigme, du juridique au charismatique. Selon lui, "Jésus lui-même pas n'a pas fondé d'église". Il n'a donc a fortiori pas donné à l'église de structure institutionnelle ; un principe hiérarchique n'a rien à voir avec la nature de l’Église".

### Position sur les cas d'abus sexuels dans l’Église catholique
Hasenhüttl tient le pape Benoît XVI directement responsable de la dissimulation systématique des abus sexuels sur mineurs dans l'Église catholique. Ce dernier avait en effet, alors qu'il était préfet de la congrégation pour la doctrine de la foi, interdit à tous les évêques de porter les cas de violence à la connaissance du public, cela dans une lettre du 18 mai 2001, De delictis gravioribus, sous peine de sanctions canoniques. Les écrits ultérieurs de Benoît XVI continuent à "relativiser" ce qui ne serait "pas un problème d'ordre purement ecclésiastique". En tant que gardien de la morale, l’Église ne peut pas argumenter ainsi, soutient Hasenhüttl; "Si cela est fait abus dans les familles, cela ne justifie qu'il existe aussi dans l’Église."

## Publications
Gotthold Hasenhüttl a publié de nombreux livres en allemand, dont certains ont été traduits en diverses langues, mais pas en français :
- (de) Der Glaubensvollzug. Eine Begegnung mit Rudolf Bultmann aus katholischem Glaubensverständnis [« L'accomplissement de la foi, une rencontre avec Rudolf Bultmann du point de vue de la compréhension catholique de la foi »], Essen, 1963ouvrage tiré de se thèse de doctorat en théologie
- (de) Geschichte und existenziales Denken [« Histoire et pensée existentialiste »], Wiesbaden 1965.
- (de) Der unbekannte Gott? [« Ce Dieu inconnu »], Einsiedeln, 1965traductions hollandaise en 1965, anglaise en 1966, italienne en 1967, croate en 1982
- (de) Charisma. Ordnungsprinzip der Kirche [« Charisme. Principe d'ordre dans l’Église »], Fribourg, 1969traduction italienne en 1973
- (de) Gefährdet die moderne Exegese den Glauben? [« L'exégèse met-elle la foi en péril ? »], Graz-Cologne, 1970
- (de) Füreinander dasein. Brennpunkte moderner Glaubensproblematik [« Être présent à l'autre. Points sensibles de la problématique actuelle de la foi »], Freiburg, 1971.
- (de) Gott ohne Gott. Ein Dialog mit Jean-Paul Sartre [« Dieu sans Dieu, un dialogue avec Jean-Paul Sartre »], Graz-Köln, 1972 (lire en ligne)traduction hollandaise en 1973
- (de) Christentum ohne Kirche [« Christianisme sans église »], Aschaffenburg, 1973.
- (de) Herrschaftsfreie Kirche. Sozio-theologische Grundlegung [« Une église libre de toute domination, bases socio-théologiques »], Düsseldorf, 1974.
- (de) Formen kirchlicher Ketzerbewältigung [« Formes de lutte de l’Église contre les hérétiques", avec J. Nolte »], Düsseldorf, 1976.
- (de) Kritische Dogmatik [« Dogmatique critique »], Graz-Köln, 1979
- (de) Einführung in die Gotteslehre [« Introduction à l'enseignement de la théologie »], Darmstadt, 1980traduction en coréen en 1983
- (de) Freiheit in Fesseln. Die Chance der Befreiungstheologie. Ein Erfahrungsbericht [« La liberté sous les entraves, la chance de la théologie de la libération, un rapport tiré de l'expérience »], Olten, 1987 (1re éd. 1985).
- (de) Die Augen öffnen. Betrachtungen für alle Wochen des Jahres [« Ouvrir les yeux, contemplations pour chaque semaine de l'année »], Munich, 1990.
- (de) Schwarz bin ich und schön. Der theologische Aufbruch Schwarzafrikas [« Noir et beau je suis, l'éveil théologique de l'Afrique noire »], Darmstadt, 1991.
- (de) Glaube ohne Mythos [« Foi sans mythe »], Mayence, 2001.
- (de) Ökumenische Gastfreundschaft. Ein Tabu wird gebrochen [« Hospitalité eucharistique, un tabou brisé »], Stuttgart, 2006.
- (de) Christen gegen Christen. Der Streit um das gemeinsame Abendmahl [« Chrétien contre chrétien, la lutte pour une communion partagée »], Stuttgart, 2010.
- (de) Glaube ohne Denkverbote. Für eine humane Religion [« Une foi sans censure, pour une religion humaine »], Darmstadt, 2012.